# Gonomyia (Leiponeura) perssoni
Gonomyia (Leiponeura) perssoni is een tweevleugelige uit de familie steltmuggen (Limoniidae). De soort komt voor in het Australaziatisch gebied.